# 시치 다카아키
시치 다카아키(일본어: 志知 孝明, 1993년 12월 27일~)는 일본의 축구 선수이다.

## 구단 경력
그는 2015년 J1리그의 마쓰모토 야마가 FC에 입단했다. 2015년후 J2리그에 강등했다. 2017년 7월 J3리그의 후쿠시마 유나이티드 FC로 임대 이적했다. 202년 마쓰모토 야마가 FC로 복귀했다. 2019년 J2리그의 미토 홀리호크로 이적했다. 2020년 J1리그의 요코하마 FC로 이적했다. 2021년 아비스파 후쿠오카로 이적했다. 2022년까지 63경기에 출전하여, 1득점을 넣었다. 2023년부터 2024년까지 산프레체 히로시마에서 뛰었다. 2025년 아비스파 후쿠오카로 복귀했다.